# 采林根
采林根（德語：Zellingen，發音：[ˈtsɛlɪŋən] ⓘ）是德国巴伐利亚州下弗兰肯行政区美因-施佩萨特县的市镇，面积41.44平方千米，2023年12月31日人口为6,552人。